# Pyrrhulina spilota
Pyrrhulina spilota är en fiskart som beskrevs av Weitzman, 1960. Pyrrhulina spilota ingår i släktet Pyrrhulina och familjen Lebiasinidae. Inga underarter finns listade i Catalogue of Life.